# Districte de Moma
El districte de Moma és un districte de Moçambic, situat a la província de Nampula. Té una superfície de 5.677 kilòmetres quadrats. En 2007 comptava amb una població de 310.690 habitants. Limita al nord amb el districte de Mogovolas, a l'oest amb els districtes de Gilé i Pebane (districtes de la província de Zambézia), al sud-est amb l'oceà Índic i al nord-est amb el districte d'Angoche.

## Divisió administrativa
El districte està dividit en quatre postos administrativos (Chalaua, Larde, Moma i Mucuali), compostos per les següents localitats:
- Posto Administrativo de Chalaua:
  - Chalaua
- Posto Administrativo de Larde:
  - Larde
- Posto Administrativo de Moma:
  - Vila de Moma
  - Jacoma
  - Macone
  - Matadane
- Posto Administrativo de Mucuali:
  - Nampilane
  - Najaca